# Bockbach (Lauter)
Der Bockbach ist ein 1 km langer Wasserlauf im südpfälzischen Wasgau (Rheinland-Pfalz) und ein linker Zufluss der Lauter, die hier, an ihrem Oberlauf, noch Wieslauter genannt wird.

## Verlauf
Der Bockbach entspringt im Wasgau in einem Waldgelände am Südwesthang des Bobenthaler Knopfes auf einer Höhe von 300 m ü. NHN und fließt zunächst in Richtung Nordwesten. Nach knapp 100 Metern vereinigt er sich mit dem nördlichen Quellast. Der vereinigte Bach fließt südwestwärts, schlägt beim Waldgewann Brachen am Bocksbach einen Bogen und dreht auf Südkurs. Östlich des Gewanns Bockbach-Rech führt sein Weg wieder nach Südwesten. Er erreicht dann den Südostrand von Bobenthal und mündet schließlich unterirdisch verrohrt auf einer Höhe von 179 m ü. NHN von links in die Wieslauter.